# Ciało suteczkowate

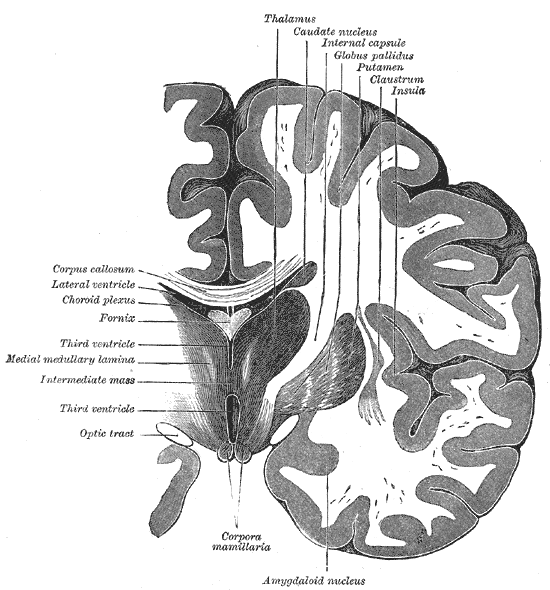
Ciała suteczkowate u dołu ilustracji, podpisane Corpora mamillaria.

Ciało suteczkowate (łac. corpus mamillare) – w anatomii człowieka parzysta półkolista wyniosłość na obszarze podwzgórza (międzymózgowie). Oba ciała suteczkowate są rozdzielone szczeliną. Są położone między guzem popielatym z przodu i istotą dziurkowaną tylną z tyłu. Ciała suteczkowate są ważnym elementem pośredniczącym w komunikacji podwzgórza ze wzgórzem, do którego wysyłają impulsację eferentną za pośrednictwem pęczka suteczkowo-wzgórzowego (fasciculus mammillothalamicus; połączenia głównie z jądrami przednimi wzgórza). Wchodzą w skład układu limbicznego.
Objawem ich dysfunkcji są:
- zaburzenia pamięci,
- konfabulacje.